# Edith Piaf (film)
Edith Piaf je francouzsko-britsko-český film z roku 2007, který zachycuje profesní a soukromý život francouzské šansoniérky Édith Piaf.

## Obsazení
| Marion Cotillard      | Édith Piaf               |
| Gérard Depardieu      | Louis Leplée             |
| Sylvie Testudová      | Mômone (Simone Berteaut) |
| Jean-Pierre Martins   | Marcel Cerdan            |
| Emmanuelle Seignerová | Titine                   |
| Pascal Greggory       | Louis Barrier            |
| Catherine Allégret    | Louise Gassion           |
| Jean-Paul Rouve       | Louis Gassion            |
| Clotilde Courau       | Anetta Gassion           |
| Marie-Armelle Deguy   | Marguerite Monnot        |
| Marc Barbé            | Raymond Asso             |
| Caroline Raynaud      | Ginou                    |
| Pavlína Němcová       | americká novinářka       |
| Harry Hadden-Paton    | Doug Davis               |
| Caroline Sihol        | Marlene Dietrichová      |
| Robert Nebřenský      | lékař Edith Piaf         |